# Rick Davies
Rick Davies (født Richard Davies 22. juli 1944 i Swindon, Wiltshire, England) er en britisk musiker, som er stifter og medlem af gruppen Supertramp.
Han spillede keyboard, piano og mundharmonika på bandets mange plader. Selvom han ikke er kendt for at have en særlig karakteristisk stemme (Davies' stemme er en rå baryton i modsætning til Roger Hodgsons Jon Anderson-lignende vokal), har han komponeret mange af Supertramps sange, deriblandt hittene Goodbye Stranger, Bloody Well Right og Ain't Nobody But Me som kom på Top 20 på den amerikanske hitliste og Top 40 hittet My Kind of Lady og hitsinglen Cannonball som blev #28 i 1985.
Rick Davies ejer i øjeblikket et firma, Rick Davies Productions, som ejer ophavsretten til Supertramps optagelser.
Han giftede sig med sin kone Sue (som har været Supertramps manager siden 1984) i 1977.